# サジガンクビソウ
サジガンクビソウ Carpesium glossophyllum Maxim. は、キク科ガンクビソウ属の草本。根出葉があり、茎の先にキセルのような形に花を付ける。

## 特徴
多年生の草本。植物体全体に立った毛が多い。根出葉はロゼット状に地表に展開し、長さが9-15cm、幅は2-3.5cm。形は舌状で短い柄があり、先端は丸くてその先が僅かに尖り、基部では次第に狭まる。縁は滑らかだが微少な突出点が並び、表裏の両面に立った軟らかな毛を密生する。根出葉は花の時期にも残る。
茎は分枝を持たないか、希に上の方で分枝して高さ25-50cm。茎に着く葉は小さくて蝶楕円状披針形、さらに上の葉は線状披針形。花期は8月から9月で、頭花には長い柄があって、下向きに咲き、径は8-15mm、総苞は腕状で長さ6-8mm、幅8-15mm、苞片は5列ある。外側のものは内側のものより短く、背面には毛があって外向けに反り返る。また外片の先端は葉状になることがある。
和名はガンクビソウの仲間で、葉の形をサジに見立てたものである。

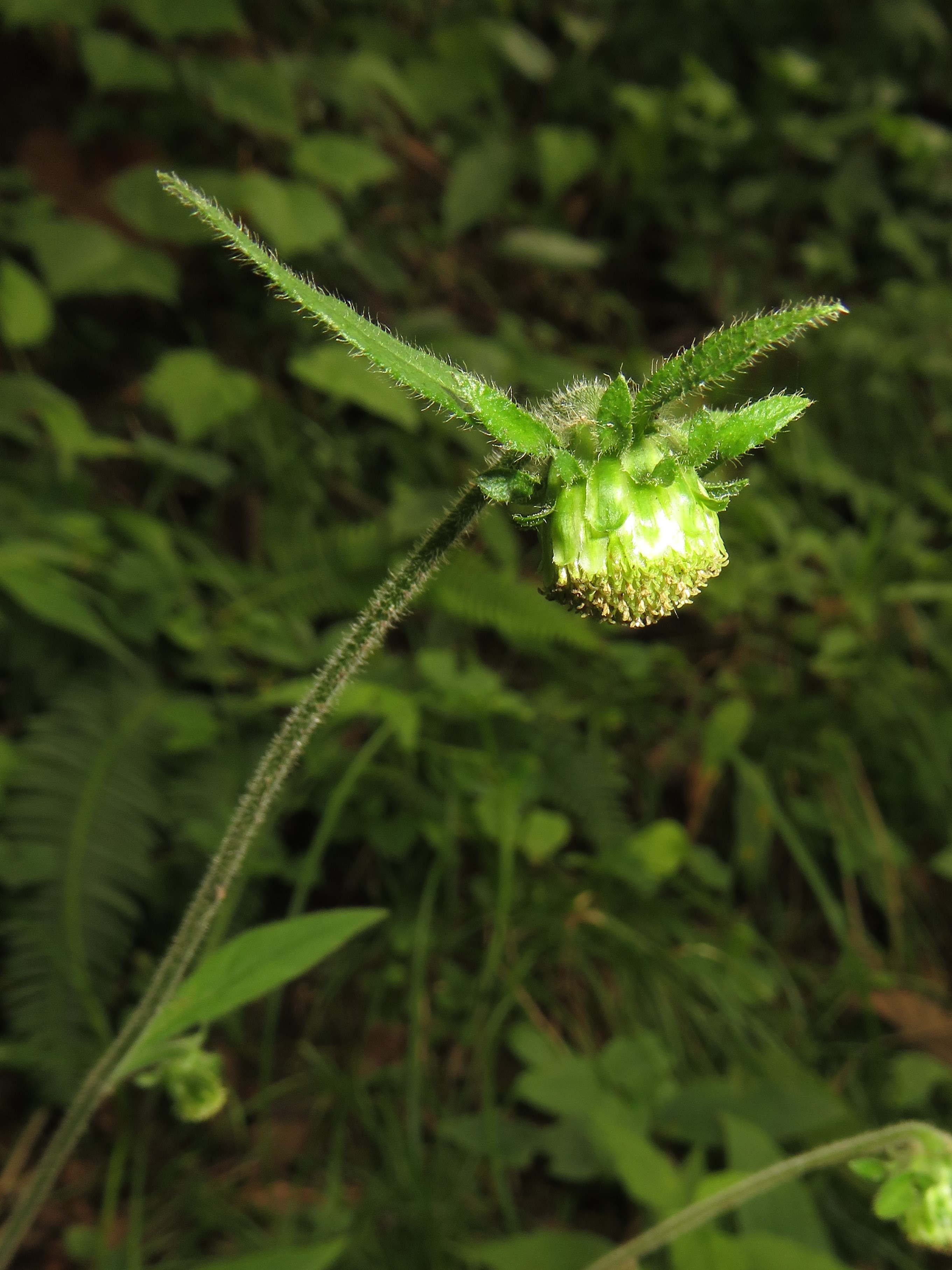
頭花の様子
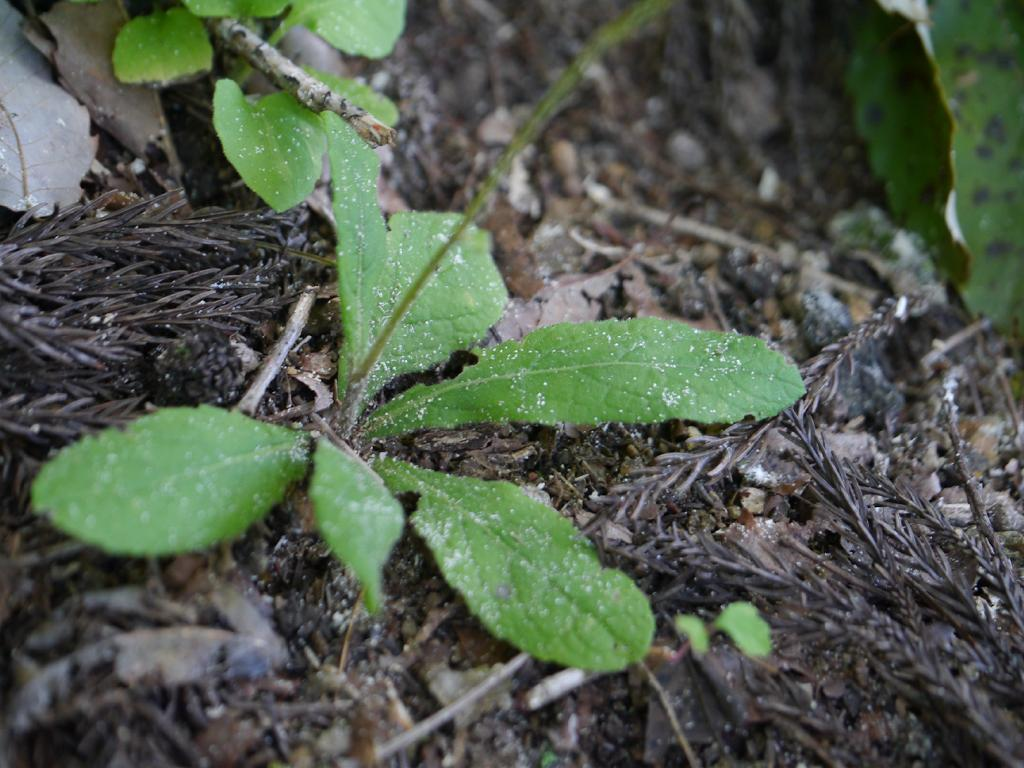
根出葉の様子
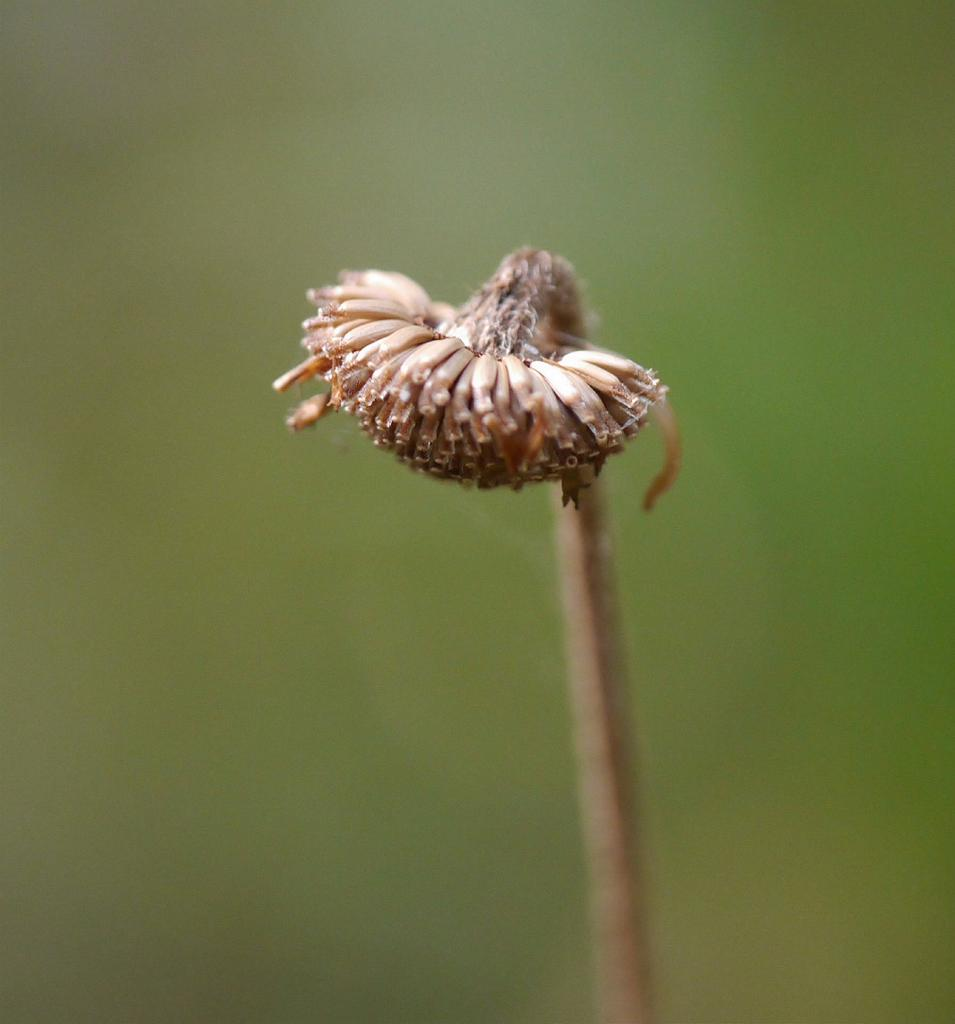
果実が出来たところ
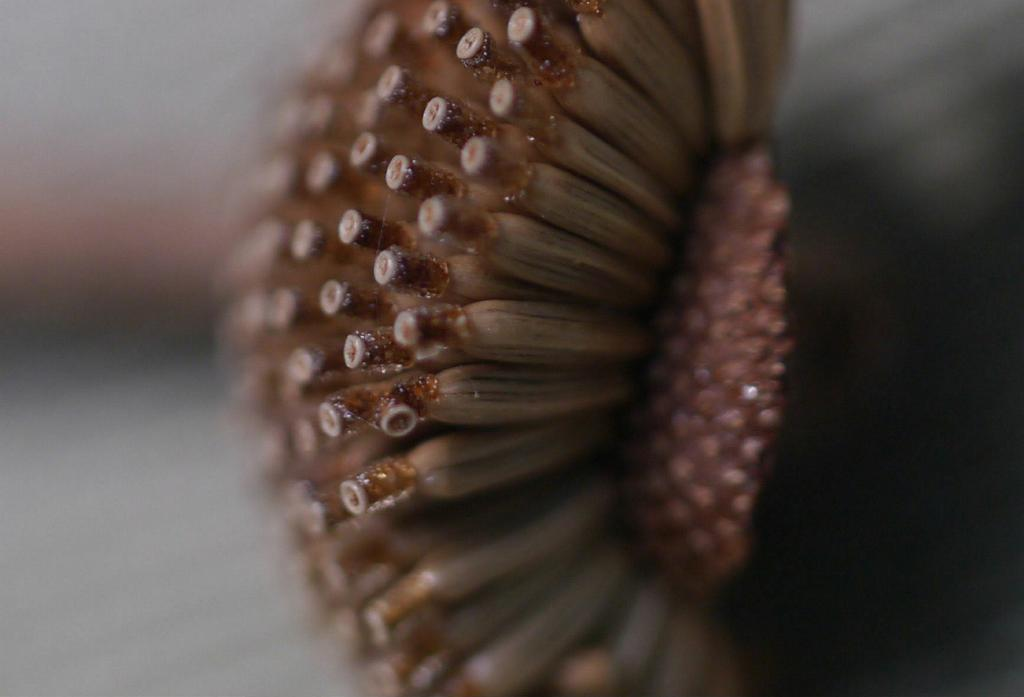
その拡大

## 分布と生育環境
本州、四国、九州と琉球列島から知られる。国外では済州島に分布する。ただし琉球列島での分布は奄美、徳之島、沖縄本島に限られる。やや乾燥した山の木陰にあって、普通に見られるものである。

## 近似種など
ガンクビソウ属には日本に8種ほどがある。多くは花時には根出葉が無くなり、茎の葉が発達するので見かけが随分異なる。本種と同様に根出葉が残り、茎の葉が発達しないものにはヒメガンクビソウ C. roslatum がある。本種と比べると頭花の径が5mm程度と遙かに小さく、また筒状であること、それに根出葉の縁に不揃いな鋸歯があることなどが異なる。